# Maruja Vallojera
María Vallojera, conocida artísticamente como Maruja Vallojera (Bilbao, 8 de abril de 1918 - Madrid, S.XXI) fue una cantante y actriz española.

## Trayectoria
Comenzó sus estudios con Bernardo Ochoa en Zaragoza, en donde debutó en La alsaciana de Jacinto Guerrero junto a Marcos Redondo en el Teatro Circo. A partir de ese momento, la soprano recorrió diversos teatros de Madrid y Barcelona, entre ellos el Teatro Fuencarral y el Teatro Apolo con obras como La del Manojo de Rosas, Me llaman la presumida y Jugar con fuego, está última en el Teatro Calderón en Temporada de Teatro lírico Nacional.
Se estableció temporalmente en Cataluña donde estrenó en Don Gil de Alcalá en el Novedades de Barcelona. De vuelta en Madrid, estrenó obras variadas como Maravilla, Adiós a la bohemia o Las calatravas, entre otros títulos. En 1945, debutó en el Teatro de la Zarzuela con Baile de trajes, y terminaría estrenando más de treinta zarzuelas antes de su retiro. También participó en otros proyectos como la opereta de La Bella Burlada, un Juglar de Castilla que supuso todo un éxito en el Teatros Victoria y en el homenaje a Purita Pérez en ese mismo teatro.
Perteneció a la Compañía Lírica Nacional y fue alabada repetidamente por la prensa dada sus dotes vocales. Aunque ante el criterio de otros críticos, le faltaba algo de ironía y gracia operetesca
Se retiró de los escenarios en 1950, sin embargo siguió siendo una figura relevante en la cultura española hasta 1980 con apariciones en Televisión Española y en el Centro Cultural de la Villa de Madrid.

## Obra
| Obra                     | Compositor/a              | Personaje               | Año de interpretación |
| ------------------------ | ------------------------- | ----------------------- | --------------------- |
| La alsaciana             | Jacinto Guerrero          | -                       | 1932                  |
| Don Gil de Alcalá        | Manuel Penella            | Niña Estrella (estreno) | 1931                  |
| La Isla de las Perlas    | Pablo Sorozábal           | Taipó (estreno)         | 1933                  |
| La del Manojo de Rosas   | Pablo Sorozábal           | Ascensión (estreno)     | 1934                  |
| Me llaman la presumida   | Francisco Alonso          | Gracia (estreno)        | 1935                  |
| Jugar con fuego          | Francisco Asenjo Barbieri | -                       | -                     |
| Maravilla                | Federico Moreno Torroba   | Elvira (estreno)        | 1941                  |
| Adiós a la bohemia       | Pablo Sorozánal           | -                       | -                     |
| Las calatravas           | Pablo Luna                | Cristina Calatrava      | 1942                  |
| Luna de miel en El Cairo | Francisco Alonso          | -                       | 1943                  |
| Baile de trajes          | Luis Fernández de Ardavín | (1ª Tiple) (estreno)    | 1945                  |
| La Bella Burlada         | José Padilla              | -                       | -                     |
| El juglar de Castilla    | Francisco Balaguer        | -                       | -                     |
| Doña Francisquita        | Amadeo Vives              | -                       | -                     |

## Reconocimientos
Maruja Vallojera fue galardonada con una medalla de reconocimiento del Teatro Apolo por su papel en Me llaman la presumida.